# M. J. Plenikowski & Co
Die Firma M. J. Plenikowski & Co war Ende des 19. Jahrhunderts Deutschlands größte bekannte Wagenrohbau- und Pferdekutschen-Fabrik. 
Die Fabrik baute in Hartha, Dresdener Straße 61, außergewöhnlich gut durchkonstruierte Wagen und Kutschen (Federung, Polsterung, Fahrgestell). Es war (laut Klebezettel in der Polsterung einer noch existierenden Kutsche) der erste Karosserie-Hersteller in der von vielen Kleingewerben umgebenen Stadt. Plenikowski & Co lieferte auch in die Königliche Residenz Dresden. 
Der Firmeninhaber pflegte eine enge Geschäftsverbindung zum benachbarten Fabrikanten Theodor Rüdiger. Von dem Unternehmen existiert noch eine Pferdekutsche in Privatbesitz. Zudem befinden sich noch zwei weitere Kutschen dieses Herstellers in Privatbesitz, eine Viktoria mit Steck-Verdeck sowie eine Viktoria ohne Verdeck.